# The Brotherhood III
The Brotherhood III: Young Demons es la tercera película de la saga de películas homoeroticas de terror The Brotherhood.

## Argumento
Un grupo de jóvenes estudiantes deciden jugar a un juego de rol. Uno de ellos lleva al instituto un libro de magia negra y empiezan a conjurar hechizos y a invocar espíritus. Lo que los jugadores no saben es que los hechizos son reales. Cuándo lo leen, convocan un demonio potente que empieza a cazarlos uno por uno.

## Reparto
- Kristopher Turner
- Paul Andrich
- Ellen Wieser
- Julie Pedersen
- Andrew Hrankowski
- Landon McCormick
- David Johnson
- Matthew Epp
- Carl Thiessen
- Eva Demchuk
- Rita Hines
- Christine Pinnock